# Sándor Zsolt (katonatiszt)
Sándor Zsolt (Budapest, 1968. június 4.) altábornagy, magyar katonatiszt, Magyarország kijelölt athéni nagykövete 2024-től.
2007. augusztus 1. – 2008. augusztus 10. között a MH 25/88. Könnyű Vegyes Zászlóalj parancsnoka volt. 2008. szeptember 16-ától a Magyar Honvédség Tartományi Újjáépítési Csoportjának (MH PRT) ötödik parancsnoka. Ezen a poszton ikertestvérét, az MH PRT negyedik parancsnokát, Sándor Tamást váltotta.

## Élete
1986-ban kezdte katonai pályafutását, tiszti hallgatóként, a Kossuth Lajos Katonai Főiskolán, melynek elvégzése után, 1989-től Mezőtúron, az MN 5. Gépesített Lövészdandárnál szolgált szakaszparancsnokként.
1990-ben előléptették főhadnaggyá és a MN 5. Gépesített Lövészdandár 2. Gépesített Lövészzászlóalj törzsfőnökeként dolgozott. Két évvel később ugyanennek az alakulatnak a parancsnokává nevezték ki. 1994-ben Ceglédre került, a MH 3. Gépesített Hadosztály törzs zászlóaljába, ahol hadműveleti tisztként tevékenykedett és ezzel egy időben századossá léptették elő. 1995-ben zászlóaljparancsnok helyettesi beosztást töltött be.
Egy évvel később a MH 88. Gyorsreagálású Zászlóaljához került, ahol újra hadműveleti tiszti beosztásban dolgozott. A következő években különböző beosztásokban szolgált a századparancsnokitól az S3 főnöki beosztásig.
1997-ben Bécsben részt vett a Katonai Megfigyelői Tanfolyamon, majd egy év múlva a NATO törzstiszti orientációs tanfolyamán is. 1999-ben őrnaggyá lépett elő.
2000–2001 között Kuvaitban szolgált, ahol az UNIKOM déli szektorának egyik hadműveleti tisztje volt. 2001-től 3 éven keresztül az MH 1. Könnyű Vegyes Ezred parancsnokhelyettesi beosztását látta el. 2003-ban az USA-ban a Békeműveleteket tervező tanfolyamon vett részt.
2004. november 1-jén kinevezték a MH 25/88. Könnyű Vegyes Zászlóalj parancsnokává és ezzel egy időben alezredessé léptették elő, majd 3 évvel később, 2007. november 1-jén ezredessé nevezték ki. 2008. szeptember 16-a óta az afganisztáni Baglan tartomány újjáépítési csoportjának parancsnoka.
2011. március 4-én a köztársasági elnök – dr. Hende Csaba honvédelmi miniszter előterjesztésre – dandártábornokká léptette elő Sándor Zsolt ezredest, a MH 25. Klapka György Lövészdandár parancsnokát.
2014 és 2017 között véderő attasé az Amerikai Egyesült Államokban.
2017-ben kinevezték a MH Összhaderőnemi Parancsnokság törzsfőnök műveleti helyettese 2018-ban a MH Összhaderőnemi Parancsnokság szárazföldi haderőnem főnöke (pk.h.). 
2019-2020 Magyar Honvédség Parancsnokság törzsfőnök műveleti helyettese.
2020-ban kinevezték a MH Tartalékképző és Támogató Parancsnokság parancsnokává.
2021-tól a Magyar Honvédség parancsnokának helyettese, majd a Honvéd Vezérkar újra felállítását követően Honvéd Vezérkar főnök-helyettese lett.
Sándor Zsolt nős, két gyermek édesapja.

## Kitüntetései
- Magyar Érdemrend lovagkeresztje katonai tagozat
- Babérkoszorúval Ékesített Szolgálati Érdemjel
- Szolgálati Érdemjel arany fokozat
- Szolgálati Érdemjel ezüst fokozat
- Szolgálati Érdemjel bronz fokozat
- Migrációs Válsághelyzet Kezeléséért Szolgálati Jel
- Tiszti Szolgálati Jel I. fokozat (30 év szolgálati idő után)
- Tiszti Szolgálati Jel II. fokozat (20 év szolgálati idő után)
- Tiszti Szolgálati Jel III. fokozat (10 év szolgálati idő után)
- Békefenntartásért Szolgálati Jel
- Békefenntartásért Szolgálati Jel (UNIKOM)
- NATO/EU/EBESZ/ENSZ-Szolgálati Érdemérem
- Legion of Merit tiszti fokozata
- NATO Szolgálati Jel (Afganisztán)
- NATO Szolgálati Jel (NTG Chief)
- Ejtőernyős Jelvény 2. oszt.